# 쓰쓰미 야스지로

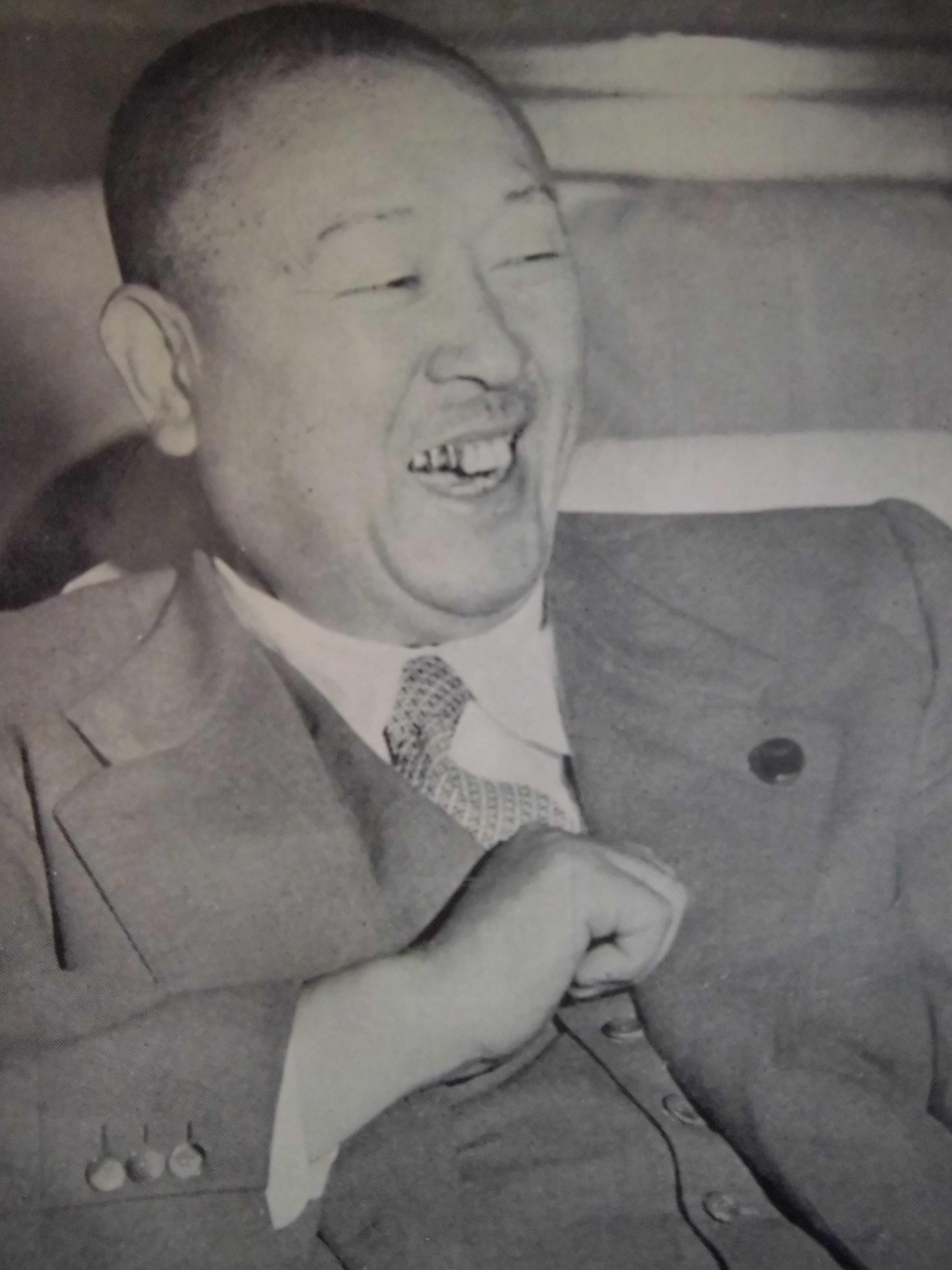
쓰쓰미 야스지로

쓰쓰미 야스지로(일본어: 堤康次郎, 1889년 3월 7일 ~ 1964년 4월 26일)는 일본의 정치인이자 기업인이다. 일본 시가현 출신으로 와세다 대학 정치경제학부를 졸업하였다. 세이부(西武) 그룹을 창업하였고, 제44대 중의원의장을 역임하였다. 시가 현 오쓰시의 명예시민이며, 정3위 훈1등이다.